# قائمة أنواع الفطر الفنجاني
يوجد حوالي 2000 نوع من جنس فطر الفنجاني. هذه قائمة ببعض هذه الأنواع:
- فنجاني إبري (الاسم العلمي: Peziza acicularis)
- فنجاني أبيض (الاسم العلمي: Peziza alba)
- فنجاني أخضر (الاسم العلمي: Peziza viridis)
- فنجاني أرفرني (الاسم العلمي: Peziza arvernensis)
- فنجاني أسترالي (الاسم العلمي: Peziza australica)
- فنجاني أشعث (الاسم العلمي: Peziza villosa)
- فنجاني أعسم (الاسم العلمي: Peziza repanda)
- فنجاني أفريقي (الاسم العلمي: Peziza africana)
- فنجاني ألاسكي (الاسم العلمي: Peziza alaskana)
- فنجاني ألبي (الاسم العلمي: Peziza alpina)
- فنجاني أليف (الاسم العلمي: Peziza domiciliana)
- فنجاني برازيلي (الاسم العلمي: Peziza brasiliensis)
- فنجاني برتقالي (الاسم العلمي: Peziza aurantia)
- فنجاني بنفسجي (الاسم العلمي: Peziza violacea)
- فنجاني بيترسي (الاسم العلمي: Peziza petersii)
- فنجاني ثنائي الشكل (الاسم العلمي: Peziza biformis)
- فنجاني ثنائي اللون (الاسم العلمي: Peziza bicolor)
- فنجاني جبلي (الاسم العلمي: Peziza alpestris)
- فنجاني جريسي (الاسم العلمي: Peziza campanula)
- فنجاني جنوبي (الاسم العلمي: Peziza australis)
- فنجاني حبيبي (الاسم العلمي: Peziza granulosa)
- فنجاني حرشي (الاسم العلمي: Peziza sylvatica)
- فنجاني حويصلي (الاسم العلمي: Peziza vesiculosa)
- فنجاني درني (الاسم العلمي: Peziza tuberosa)
- فنجاني رايتي (الاسم العلمي: Peziza wrightii)
- فنجاني ربيعي (الاسم العلمي: Peziza vernalis)
- فنجاني رملي (الاسم العلمي: Peziza arenaria)
- فنجاني زراعي (الاسم العلمي: Peziza campestris)
- فنجاني شائع (الاسم العلمي: Peziza vulgaris)
- فنجاني شمالي (الاسم العلمي: Peziza borealis)
- فنجاني شمعي (الاسم العلمي: Peziza cerea)
- فنجاني شوكي الأبواغ (الاسم العلمي: Peziza echinospora)
- فنجاني صغير الأبواغ (الاسم العلمي: Peziza microspora)
- فنجاني صغير الساق (الاسم العلمي: Peziza micropus)
- فنجاني عصاري (الاسم العلمي: Peziza succosa)
- فنجاني غاريقوني (الاسم العلمي: Peziza agaricinum)
- فنجاني غامض (الاسم العلمي: Peziza dubia)
- فنجاني غير مرئي التبويغ (الاسم العلمي: Peziza praetervisa)
- فنجاني فاكلياني (الاسم العلمي: Peziza fuckeliana)
- فنجاني فضي (الاسم العلمي: Peziza argentina)
- فنجاني فنزويلي (الاسم العلمي: Peziza venezuelae)
- فنجاني قطبي جنوبي (الاسم العلمي: Peziza antarctica)
- فنجاني كرمي (الاسم العلمي: Peziza ampelina)
- فنجاني كستنائي (الاسم العلمي: Peziza badia)
- فنجاني كويزي (الاسم العلمي: Peziza cantharellus)
- فنجاني لا شكلي (الاسم العلمي: Peziza amorpha)
- فنجاني لحوي (الاسم العلمي: Peziza barbata)
- فنجاني مائي (الاسم العلمي: Peziza aquatica)
- فنجاني متغير (الاسم العلمي: Peziza varia)
- فنجاني متغير (الاسم العلمي: Peziza variabilis)
- فنجاني متقابِل الذرى (الاسم العلمي: Peziza apiculata)
- فنجاني متموج (الاسم العلمي: Peziza undulata)
- فنجاني مجعد (الاسم العلمي: Peziza crispa)
- فنجاني مجهري (الاسم العلمي: Peziza microscopica)
- فنجاني مخملي (الاسم العلمي: Peziza velutina)
- فنجاني ملتصق (الاسم العلمي: Peziza adhaerens)
- فنجاني منزلي (الاسم العلمي: Peziza domestica)
- فنجاني منطبق (الاسم العلمي: Peziza adpressa)
- فنجاني موسع (الاسم العلمي: Peziza ampliata)
- فنجاني ورقي (الاسم العلمي: Peziza phyllogena)